# Meriam George
Meriam George (جورج) (Il Cairo, 1987) è una modella egiziana, vincitrice del titolo Miss Egitto 2005.
Ha quindi rappresentato l'Egitto a Miss Universo 2005, Miss Intercontinental 2005 e Miss Terra 2006. A Miss Terra, è riuscita ad arrivare fra le prime otto finaliste del concorso, a Miss Intercontinental, è giunta sino alle semifinali, mentre a Miss Universo, non si è riuscita a piazzare.